# Marek Dietrich

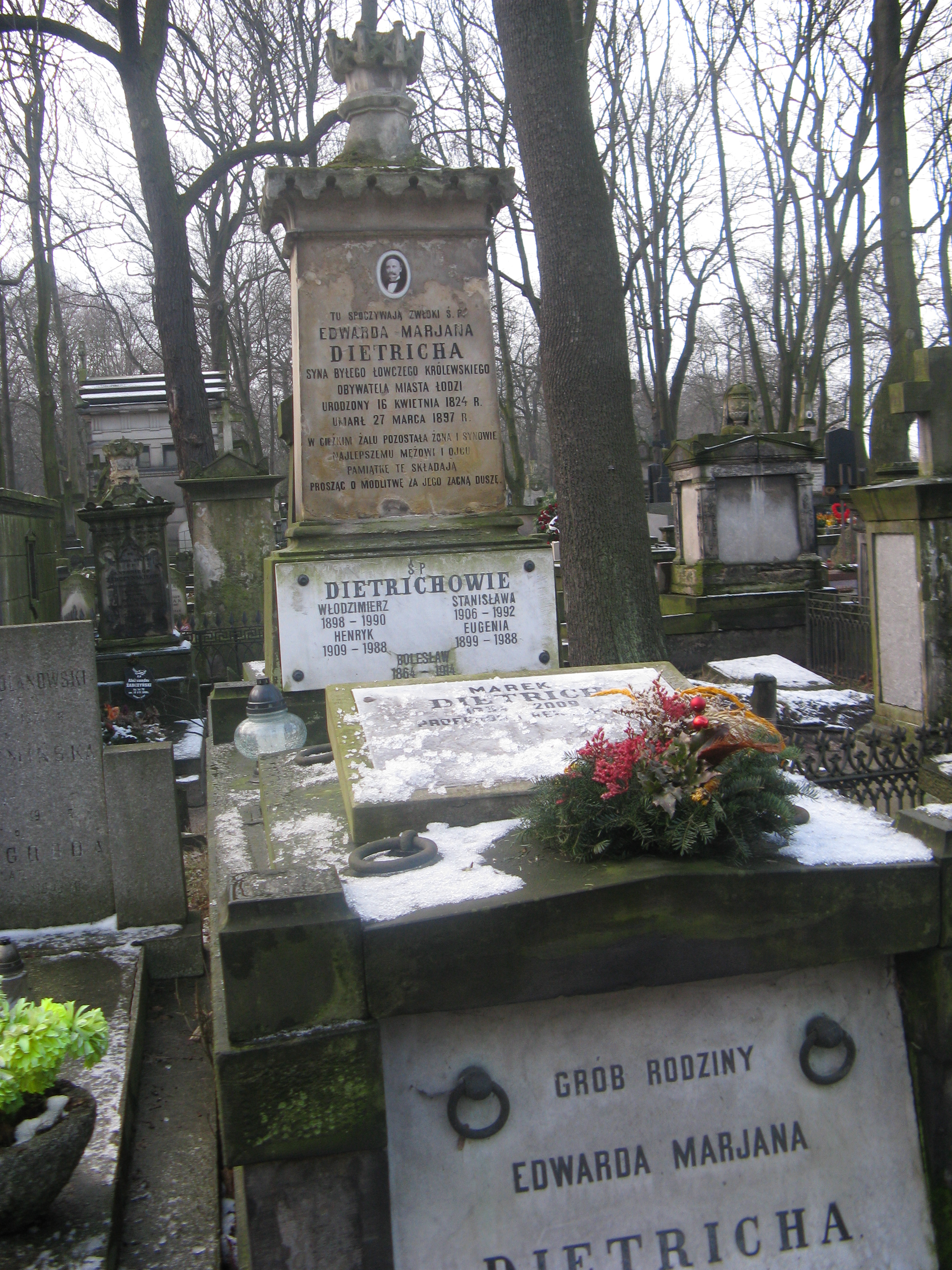
Grób Marka Dietricha na cmentarzu Powązkowskim

Marek Stanisław Dietrich (ur. 14 listopada 1934 w Warszawie, zm. 31 lipca 2009) – inżynier mechanik, profesor nauk technicznych, specjalista w zakresie układów mechanicznych i biomechaniki kręgosłupa człowieka, w latach 1990–1996 rektor Politechniki Warszawskiej.

## Życiorys
W 1951 roku ukończył Państwowe Gimnazjum i Liceum im. Stefana Batorego w Warszawie.
W latach 1973–1975 był dziekanem na Wydziale Mechanicznym Energetyki i Lotnictwa Politechniki Warszawskiej. W 1989 został członkiem korespondencyjnym, a w 2004 – członkiem rzeczywistym PAN.
W latach 1990–1996 był rektorem Politechniki Warszawskiej. W 2001 roku otrzymał doktorat honoris causa tej uczelni. Był też doktorem honoris causa Wojskowej Akademii Technicznej (1996). Był współzałożycielem Szkoły Biznesu Politechniki Warszawskiej.
Był założycielem i pierwszym prezesem (1992–1998) Polskiego Forum Akademicko-Gospodarczego, a później (1998–2009) jego prezesem honorowym.
Za swoją pracę odznaczony między innymi: Krzyżem Kawalerskim, Oficerskim (1993) i Komandorskim Orderu Odrodzenia Polski oraz Medalem Komisji Edukacji Narodowej.
Zmarł 31 lipca 2009. 6 sierpnia 2009 został pochowany na cmentarzu Powązkowskim (kw. 15-III-27).

## Stanowiska
- 1956 – asystent w Katedrze Teorii Maszyn i Mechanizmów Politechniki Warszawskiej
- 1962 – adiunkt w katedrze Teorii maszyn i Mechanizmów Wydziału Mechanicznego Energetyki i Lotnictwa;
- 1967 – docent w katedrze Teorii maszyn i Mechanizmów Wydziału Mechanicznego Energetyki i Lotnictwa;
- 1970 – kierownik Zakładu Podstaw konstrukcji Maszyn;
- 1979 – prodziekan Wydziału MEiL;
- 1970 – wicedyrektor Instytutu Mechaniki Stosowanej;
- 1971 – dyrektor Instytutu Mechaniki Stosowanej;
- dyrektor Instytutu Techniki Lotniczej i Mechaniki Stosowanej;
- 1973 – dziekan Wydziału Mechanicznego Energetyki i Lotnictwa;
- 1978–1982 – przewodniczący Zarządu Głównego Polskiego Towarzystwa Mechaniki Teoretycznej i Stosowanej
- 1981 – prorektor Politechniki Warszawskiej;
- 1990–1996 – rektor Politechniki Warszawskiej;
- 1993–1995 – wiceprzewodniczący Zespołu ds. Nauki przy Prezydencie Rzeczypospolitej[7].

## Członkostwa
- 1984 – członek korespondent Towarzystwa Naukowego Warszawskiego;
- 1987 – członek zwyczajny Towarzystwa Naukowego Warszawskiego;
- 1989 – członek korespondent Polskiej Akademii Nauk[8];
- 1996 – członkostwo honorowe Zespołu Pieśni i Tańca PW;
- 1999 – członkostwo honorowe Board of European Students of Technology;
- 1996–2001 – członek Rady Powierniczej Fundacji Kościuszkowskiej (pierwszy nie Amerykanin)[7].
- 2004 – członek rzeczywisty PAN[8]

## Odznaczenia
- Krzyż – Kawalerski, Oficerski, Komandorski Orderu Odznaczenia Polski;
- Medal Komisji Edukacji Narodowej[7]
- Medal 30-lecia Polski Ludowej

## Działalność pozanaukowa
- 1992 założył stowarzyszenie: Polskie Forum Akademicko-Gospodarcze[7].

## Wybrane publikacje
Autor lub współautor 80 artykułów, 60 referatów, 8 monografii, 2 podręczników oraz 7 skryptów akademickich, między innymi:
- Próba probabilistycznego ujęcia niektórych zagadnień dynamiki dźwignic (1967)
- Zbiór zadań z teorii maszyn: teoria podobieństwa dynamicznego, drgania maszyn (1968)
- Wstęp do stochastycznej teorii maszyn (1972)
- Teoria mechanizmów i części maszyn (1974)
- Podstawy budowy maszyn. Cz. 1 (1984)
- Podstawy budowy maszyn. Cz. 2 (1985)
- Podstawy konstrukcji maszyn (wspoółautor, 1986, ISBN 83-01-05413-1)
- Wybrane przemówienia i wystąpienia publiczne 1993-1996 (1998)